# Viñales
Viñales is een stad en gemeente in de noord-centrale provincie Pinar del Río van Cuba. De stad bestaat voornamelijk uit houten huizen met één verdieping en veranda's. De gemeente wordt gedomineerd door lage bergketens van de Cordillera de Guaniguanico, zoals Sierra de los Órganos. Typische ontsluitingen, bekend als mogotes, completeren het karstkarakter van het landschap.
De stad en de Viñales-vallei direct ten noorden ervan werden in november 1999 door UNESCO tot werelderfgoed verklaard vanwege het karstlandschap en de traditionele landbouw, maar ook vanwege de lokale architectuur, het handwerk en de muziek.

## Geschiedenis
Vóór de Europese kolonisatie was het gebied de thuisbasis van een restant Taíno -bevolking, aangevuld met weggelopen slaven. Het gebied werd begin 1800 gekoloniseerd door tabakstelers van de Canarische Eilanden, die zich vestigden in de regio Vuelta Abajo . De eerste koloniale nederzetting in Viñales is gedocumenteerd in 1871, in de vorm van een ranch die toebehoorde aan Andrés Hernández Ramos. De stad werd in 1878 gesticht als een typische gemeenschap, met kerk, school, ziekenhuis en recreatiepark.

## Economie
Viñales is een landbouwgebied, waar fruit, groenten, koffie en vooral tabak op traditionele wijze worden verbouwd. Ook de visserij is een belangrijk onderdeel van de economie van het gebied.

## Toerisme
Het toerisme concentreert zich vooral op de Viñales-vallei . Sinds februari 1976 is het gebied beschermd door de grondwet en in oktober 1978 werd het uitgeroepen tot nationaal monument.
Attracties in Viñales zijn onder meer het gemeentelijk museum van Viñales, de botanische tuinen Casa de Caridad, het Museo Paleontológico, Palenque (een Marrondorp) en de nabijgelegen grotten (Cueva del Indio, Cueva de José Miguel, Cueva de Santo Tomás) in het nationale park Valle de Viñales, die toevluchtsoorden waren voor weggelopen slaven. Er is ook een grot die tevens dienst doet als nachtclub.
Casas particulares (privéwoningen die zijn ingericht en gelicentieerd om te opereren als bed and breakfasts ) bieden het hele jaar door accommodatie aan bezoekers. Er zijn ook drie hotels gelegen op een paar kilometer buiten de stad, beoordeeld met drie sterren: La Ermita, Los Jazmines, en Rancho Horizontes San Vicente. De camping Dos Hermanas heeft 54 hutten beschikbaar voor toeristen, een zwembad en een restaurant.

## Klimaat
Viñales heeft een tropisch moessonklimaat volgens de klimaatclassificatie van Köppen, met een warm, lang regenseizoen en een warm en relatief kort droog seizoen. De gemiddelde temperaturen variëren van hoog 31,7 °C en laag 22 °C in juli en augustus tot 26,2 °C en 16,1 °C in februari. April-november vertegenwoordigt het regenseizoen, met name nat van mei-oktober. December-maart is het droge seizoen, maar alleen december en maart kwalificeren als echte droge seizoenmaanden, aangezien de drempel voor zo'n maand minder dan 60 millimeter is. De natste maand in Viñales is juni, met 226 millimeter, en de droogste is december met 50 millimeter.